# 2019年南美球會盃
2019年南美球會盃是第18屆的南美球會盃賽事，由南美洲足球協會主辦。
賽事冠軍可獲得2020年南美自由盃的參賽資格。另外可與2019年南美自由盃冠軍角逐2020年南美超級盃，並且與2019年日本聯賽盃冠軍參角逐2020年駿河銀行錦標賽。
2018年8月14日，南美洲足協決定由本屆賽事開始將決賽改為單場進行。最初決定今屆賽事決賽會於秘魯利馬的國家體育場進行。 在2019年6月21日，南美足協決定改以亞松森的巴勃羅羅哈斯將軍體育場進行決賽賽事。

## 參賽球隊
以下 44 隊來自 10 個國家會參與本屆賽事，所有球隊均於第一圈開始角逐：
- 阿根廷及巴西：各 6 個席位
- 其餘國家：各 4 個席位

| 國家              | 球隊（席位）                 | 參賽途徑                                                                    |
| ----------------- | ---------------------------- | --------------------------------------------------------------------------- |
| 阿根廷 6 個席位   | 獨立隊（阿根廷 1）           | 2017–18年阿根廷足球甲級聯賽 成績最佳但未能晉身2019年南美自由盃球隊          |
| 阿根廷 6 個席位   | 競賽會（阿根廷 2）           | 2017–18年阿根廷足球甲級聯賽 成績第二佳但未能晉身2019年南美自由盃球隊        |
| 阿根廷 6 個席位   | 防衛者（阿根廷 3）           | 2017–18年阿根廷足球甲級聯賽 成績第三佳但未能晉身2019年南美自由盃球隊        |
| 阿根廷 6 個席位   | 聖達菲聯（阿根廷 4）         | 2017–18年阿根廷足球甲級聯賽 成績第四佳但未能晉身2019年南美自由盃球隊        |
| 阿根廷 6 個席位   | 高隆（阿根廷 5）             | 2017–18年阿根廷足球甲級聯賽 成績第五佳但未能晉身2019年南美自由盃球隊        |
| 阿根廷 6 個席位   | 小阿根廷人（阿根廷 6）       | 2017–18年阿根廷足球甲級聯賽 成績第六佳但未能晉身2019年南美自由盃球隊        |
| 玻利维亚 4 個席位 | 皇家帕里（玻利維亞 1）       | 2018年玻利維亞足球甲級聯賽 總積分榜成績最佳但未能晉身2019年南美自由盃球隊   |
| 玻利维亚 4 個席位 | 奧利恩特（玻利維亞 2）       | 2018年玻利維亞足球甲級聯賽 總積分榜成績第二佳但未能晉身2019年南美自由盃球隊 |
| 玻利维亚 4 個席位 | 國民普托斯（玻利維亞 3）     | 2018年玻利維亞足球甲級聯賽 總積分榜成績第三佳但未能晉身2019年南美自由盃球隊 |
| 玻利维亚 4 個席位 | 瓜比拉（玻利維亞 4）         | 2018年玻利維亞足球甲級聯賽春季 南美球會盃附加賽勝方                         |
| 巴西 6 個席位     | 保地花高（巴西 1）           | 2018年巴西足球甲級聯賽 成績最佳但未能晉身2019年南美自由盃球隊               |
| 巴西 6 個席位     | 山度士（巴西 2）             | 2018年巴西足球甲級聯賽 成績第二佳但未能晉身2019年南美自由盃球隊             |
| 巴西 6 個席位     | 巴希亞（巴西 3）             | 2018年巴西足球甲級聯賽 成績第三佳但未能晉身2019年南美自由盃球隊             |
| 巴西 6 個席位     | 富明尼斯（巴西 4）           | 2018年巴西足球甲級聯賽 成績第四佳但未能晉身2019年南美自由盃球隊             |
| 巴西 6 個席位     | 哥連泰斯（巴西 5）           | 2018年巴西足球甲級聯賽 成績第五佳但未能晉身2019年南美自由盃球隊             |
| 巴西 6 個席位     | 查比高恩斯（巴西 6）         | 2018年巴西足球甲級聯賽 成績第六佳但未能晉身2019年南美自由盃球隊             |
| 智利 4 個席位     | 安圖法加斯達（智利 1）       | 2018年智利甲組足球聯賽球季 成績最佳但未能晉身2019年南美自由盃球隊           |
| 智利 4 個席位     | 高路高路（智利 2）           | 2018年智利甲組足球聯賽球季 成績第二佳但未能晉身2019年南美自由盃球隊         |
| 智利 4 個席位     | 卡拉雷聯（智利 3）           | 2018年智利甲組足球聯賽球季 成績第三佳但未能晉身2019年南美自由盃球隊         |
| 智利 4 個席位     | 艾斯賓路拿（智利 4）         | 2018年智利甲組足球聯賽球季 成績第四佳但未能晉身2019年南美自由盃球隊         |
| 哥伦比亚 4 個席位 | 卡達斯（哥倫比亞 1）         | 2018年哥倫比亞足球甲級聯賽總積分榜 成績最佳但未能晉身2019年南美自由盃球隊   |
| 哥伦比亚 4 個席位 | 伊基達（哥倫比亞 2）         | 2018年哥倫比亞足球甲級聯賽總積分榜 成績第二佳但未能晉身2019年南美自由盃球隊 |
| 哥伦比亚 4 個席位 | 阿古拿斯（哥倫比亞 3）       | 2018年哥倫比亞足球甲級聯賽總積分榜 成績第三佳但未能晉身2019年南美自由盃球隊 |
| 哥伦比亚 4 個席位 | 卡利（哥倫比亞 4）           | 2018年哥倫比亞足球甲級聯賽總積分榜 成績第四佳但未能晉身2019年南美自由盃球隊 |
| 4 個席位          | 基多天主教大學（厄瓜多爾 1） | 2018年厄瓜多爾甲組足球聯賽總積分榜 成績最佳但未能晉身2019年南美自由盃球隊   |
| 4 個席位          | 馬卡拉（厄瓜多爾 2）         | 2018年厄瓜多爾甲組足球聯賽總積分榜 成績第二佳但未能晉身2019年南美自由盃球隊 |
| 4 個席位          | 迪華利獨立隊（厄瓜多爾 3）   | 2018年厄瓜多爾甲組足球聯賽總積分榜 成績第三佳但未能晉身2019年南美自由盃球隊 |
| 4 個席位          | 穆蘇魯拿（厄瓜多爾 4）       | 2018年厄瓜多爾甲組足球聯賽 南美球會盃附加賽勝方                             |
| 巴拉圭 4 個席位   | 索爾德阿美利加（巴拉圭 1）   | 2018年巴拉圭足球甲級聯賽總積分榜 成績最佳但未能晉身2019年南美自由盃球隊     |
| 巴拉圭 4 個席位   | 獨立隊FBC（巴拉圭 2）        | 2018年巴拉圭足球甲級聯賽總積分榜 成績第二佳但未能晉身2019年南美自由盃球隊   |
| 巴拉圭 4 個席位   | 桑坦尼（巴拉圭 3）           | 2018年巴拉圭足球甲級聯賽總積分榜 成績第三佳但未能晉身2019年南美自由盃球隊   |
| 巴拉圭 4 個席位   | 瓜蘭尼（巴拉圭 4）           | 2018年巴拉圭盃 冠軍                                                         |
| 秘鲁 4 個席位     | 慕尼斯帕爾（秘魯 1）         | 2018年秘魯足球甲級聯賽總積分榜 成績最佳但未能晉身2019年南美自由盃球隊       |
| 秘鲁 4 個席位     | 漢卡約（秘魯 2）             | 2018年秘魯足球甲級聯賽總積分榜 成績第二佳但未能晉身2019年南美自由盃球隊     |
| 秘鲁 4 個席位     | 卡查馬卡大學（秘魯 3）       | 2018年秘魯足球甲級聯賽總積分榜 成績第三佳但未能晉身2019年南美自由盃球隊     |
| 秘鲁 4 個席位     | 比納干奴（秘魯 4）           | 2018年秘魯足球甲級聯賽總積分榜 成績第四佳但未能晉身2019年南美自由盃球隊     |
| 乌拉圭 4 個席位   | 切洛（烏拉圭 1）             | 2018年烏拉圭足球甲級聯賽總積分榜 成績最佳但未能晉身2019年南美自由盃球隊     |
| 乌拉圭 4 個席位   | 蒙特維多利物浦（烏拉圭 2）   | 2018年烏拉圭足球甲級聯賽總積分榜 成績第二佳但未能晉身2019年南美自由盃球隊   |
| 乌拉圭 4 個席位   | 蒙特維多流浪（烏拉圭 3）     | 2018年烏拉圭足球甲級聯賽總積分榜 成績第三佳但未能晉身2019年南美自由盃球隊   |
| 乌拉圭 4 個席位   | 蒙特維多河床（烏拉圭 4）     | 2018年烏拉圭足球甲級聯賽總積分榜 成績第四佳但未能晉身2019年南美自由盃球隊   |
| 委内瑞拉 4 個席位 | 蘇利亞（委內瑞拉 1）         | 2018年委內瑞拉盃 冠軍                                                       |
| 委内瑞拉 4 個席位 | 米拿羅斯（委內瑞拉 2）       | 2018年委內瑞拉足球甲級聯賽春季 亞軍                                         |
| 委内瑞拉 4 個席位 | 莫納加斯（委內瑞拉 3）       | 2018年委內瑞拉足球甲級聯賽秋季 成績最佳但未能晉身2019年南美自由盃球隊       |
| 委内瑞拉 4 個席位 | 梅里達學生隊（委內瑞拉 4）   | 2018年委內瑞拉足球甲級聯賽 總積分榜成績最佳但未能晉身2019年南美自由盃球隊   |

另外，還有 10 隊從2019年南美自由盃轉戰至南美球會盃的球隊，均會進入第二圈賽事角逐。
| 外圍賽第三圈成績最佳球隊 |
| ------------------------ |
| 國民體育會               |
| 卡拉卡斯                 |
| 小組賽第三位球隊         |
| 柏利斯天奴               |
| 拿拉體育會               |
| 士砵亭水晶               |
| 彭拿路                   |
| 明尼路                   |
| 梅格                     |
| 杜利馬                   |
| 天主教大學               |

## 賽程表
下表為本屆賽事之賽程。
| 階段     | 抽籤日期                        | 首回合                                                                  | 次回合                                                                        |
| -------- | ------------------------------- | ----------------------------------------------------------------------- | ----------------------------------------------------------------------------- |
| 第一圈   | 2018年12月17日 （巴拉圭，盧克） | - 2019年2月5–7日 - 2019年2月12–14日 - 2019年3月19–21日 - 2019年4月2–4日 | - 2019年2月19–21日 - 2019年2月26–28日 - 2019年4月16–18日 - 2019年4月30–5月2日 |
| 第二圈   | 待定 （巴拉圭，盧克）           | 2019年5月21–23日                                                        | 2019年5月28–30日                                                              |
| 十六強   | 待定 （巴拉圭，盧克）           | 2019年7月23–25日                                                        | 2019年7月30–8月1日                                                            |
| 半準決賽 | 待定 （巴拉圭，盧克）           | 2019年8月20–22日                                                        | 2019年8月27–29日                                                              |
| 準決賽   | 待定 （巴拉圭，盧克）           | 2019年9月18–19日                                                        | 2019年9月25–26日                                                              |
| 決賽     | 待定 （巴拉圭，盧克）           | 2019年11月9日 於利馬，國家體育場                                        | 2019年11月9日 於利馬，國家體育場                                              |

## 抽籤
第一圈抽籤儀式於2018年12月17日，在巴拉圭盧克的南美洲足球協會會議中心舉行。

## 第一圈
第一圈賽事會以主客兩回合制形式進行，設有作客入球優惠。假如仍然未能決出勝負，不會進行加時賽，而會直接以互射十二碼定勝負。
| 第一隊         | 總比數      | 第二隊         | 首回合 | 次回合 |
| -------------- | ----------- | -------------- | ------ | ------ |
| 蒙特維多流浪   | 3–1         | 漢卡約         | 2–0    | 1–1    |
| 巴希亞         | 0–1         | 蒙特維多利物浦 | 0–1    | 0–0    |
| 獨立隊         | 6–2         | 比納干奴       | 4–1    | 2–1    |
| 阿古拿斯       | 2–2（3–0 ） | 奧利恩特       | 1–1    | 1–1    |
| 小阿根廷人     | 2–1         | 梅里達學生隊   | 2–0    | 0–1    |
| 慕尼斯帕爾     | 0–5         | 高隆           | 0–3    | 0–2    |
| 艾斯賓路拿     | 2–2（6–5 ） | 穆蘇魯拿       | 1–1    | 1–1    |
| 卡查馬卡大學   | 2–4         | 切洛           | 1–1    | 1–3    |
| 桑坦尼         | 3–1         | 卡達斯         | 1–1    | 2–0    |
| 基多天主教大學 | 1–1（3–0 ） | 高路高路       | 0–1    | 1–0    |
| 蒙特維多河床   | 1–1（客）   | 山度士         | 0–0    | 1–1    |
| 馬卡拉         | 5–1         | 瓜比拉         | 2–1    | 3–0    |
| 皇家帕里       | 3–3（4–2 ） | 莫納加斯       | 2–1    | 1–2    |
| 米拿羅斯       | 1–1（3–4 ） | 索爾德阿美利加 | 1–0    | 0–1    |
| 卡拉雷聯       | 1–1（客）   | 查比高恩斯     | 0–0    | 1–1    |
| 卡利           | 1–1（4–1 ） | 瓜蘭尼         | 1–0    | 0–1    |
| 國民普托斯     | 1–1（0–2 ） | 蘇利亞         | 0–1    | 1–0    |
| 哥連泰斯       | 2–2（5–4 ） | 競賽會         | 1–1    | 1–1    |
| 獨立隊FBC      | 0–0（3–4 ） | 伊基達         | 0–0    | 0–0    |
| 富明尼斯       | 2–1         | 安圖法加斯達   | 0–0    | 2–1    |
| 聖達菲聯       | 2–2（2–4 ） | 迪華利獨立隊   | 2–0    | 0–2    |
| 保地花高       | 4–0         | 防衛者         | 1–0    | 3–0    |

## 第二圈
第二圈賽事會以主客兩回合制形式進行，設有作客入球優惠。假如仍然未能決出勝負，不會進行加時賽，而會直接以互射十二碼定勝負。
| 第一隊         | 總比數      | 第二隊     | 首回合 | 次回合 |
| -------------- | ----------- | ---------- | ------ | ------ |
| 伊基達         | 4–1         | 桑坦尼     | 2–0    | 2–1    |
| 迪華利獨立隊   | 7–3         | 天主教大學 | 5–0    | 2–3    |
| 富明尼斯       | 4–2         | 國民體育會 | 4–1    | 0–1    |
| 艾斯賓路拿     | 0–6         | 士砵亭水晶 | 0–3    | 0–3    |
| 小阿根廷人     | 1–0         | 杜利馬     | 1–0    | 0–0    |
| 蒙特維多流浪   | 1–0         | 切洛       | 0–0    | 1–0    |
| 基多天主教大學 | 6–0         | 梅格       | 6–0    | 0–0    |
| 卡拉雷聯       | 1–1（0–3 ） | 明尼路     | 1–0    | 0–1    |
| 索爾德阿美利加 | 0–5         | 保地花高   | 0–1    | 0–4    |
| 阿古拿斯       | 3–4         | 獨立隊     | 3–2    | 0–2    |
| 哥連泰斯       | 4–0         | 拿拉體育會 | 2–0    | 2–0    |
| 蒙特維多河床   | 1–3         | 高隆       | 0–0    | 1–3    |
| 蘇利亞         | 3–1         | 柏利斯天奴 | 2–1    | 1–0    |
| 卡利           | 1–3         | 彭拿路     | 1–1    | 0–2    |
| 蒙特維多利物浦 | 1–2         | 卡拉卡斯   | 1–0    | 0–2    |
| 皇家帕里       | 3–3（客）   | 馬卡拉     | 1–0    | 2–3    |

## 決賽圈

### 十六強
首回合賽事於7月23–25日舉行，首回合賽事於7月30–31日及8月1日舉行。
| 第一隊   | 總比數      | 第二隊         | 首回合 | 次回合 |
| -------- | ----------- | -------------- | ------ | ------ |
| 皇家帕里 | 2–4         | 伊基達         | 1–2    | 1–2    |
| 卡拉卡斯 | 0–2         | 迪華利獨立隊   | 0–0    | 0–2    |
| 彭拿路   | 2–5         | 富明尼斯       | 1–2    | 1–3    |
| 蘇利亞   | 3–3（客）   | 士砵亭水晶     | 1–0    | 2–3    |
| 高隆     | 1–1（4–3 ） | 小阿根廷人     | 0–1    | 1–0    |
| 哥連泰斯 | 4–1         | 蒙特維多流浪   | 2–0    | 2–1    |
| 獨立隊   | 3–3（客）   | 基多天主教大學 | 1–0    | 2–3    |
| 保地花高 | 0–3         | 明尼路         | 0–1    | 0–2    |

### 半準決賽
| 第一隊   | 總比數    | 第二隊       | 首回合 | 次回合 |
| -------- | --------- | ------------ | ------ | ------ |
| 明尼路   | 5–2       | 伊基達       | 2–1    | 3–1    |
| 獨立隊   | 2–2（客） | 迪華利獨立隊 | 2–1    | 0–1    |
| 哥連泰斯 | 1–1（客） | 富明尼斯     | 0–0    | 1–1    |
| 蘇利亞   | 1–4       | 高隆         | 1–0    | 0–4    |

### 準決賽
| 第一隊   | 總比數      | 第二隊       | 首回合 | 次回合 |
| -------- | ----------- | ------------ | ------ | ------ |
| 高隆     | 3–3（4–3 ） | 明尼路       | 2–1    | 1–2    |
| 哥連泰斯 | 2–4         | 迪華利獨立隊 | 0–2    | 2–2    |

### 決賽
| 2019年11月9日 17:30 UTC−3 |

| 迪華利獨立隊                            | 3 – 1 | 高隆          |
| --------------------------------------- | ----- | ------------- |
| - León 24' - Sánchez 41' - Dájome 90+5' | 報告  | - Olivera 88' |

| 亞松森，巴勃羅羅哈斯將軍體育場 ：Raphael Claus (巴西) |

## 外部連結
- 2019年南美球會盃（页面存档备份，存于） RSSSF